# Annie Cotton
Ann Cotton, detta Annie (Laval, 13 luglio 1975), è un'attrice e cantante canadese.
Ha interpretato un ruolo nella serie TV Watatatow.
Nel 1993 ha partecipato all'Eurovision Song Contest in rappresentanza della Svizzera con il brano Moi, tout simplement, classificandosi al terzo posto.
È stata la seconda artista canadese dopo Céline Dion nel 1988 a partecipare all'Eurovision Song Contest in rappresentanza della Svizzera.